# جيتيسبرغ: رواية الحرب الأهلية
جيتيسبرغ: رواية الحرب الأهلية هي رواية التاريخ البديل كتبها نيوت غينغريتش وويليام آر فورستن نشرت عام 2003، وأصبحت من أكثر الكتب مبيعاً لصحيفة نيويورك تايمز وهي القسم الأول من ثلاثية كتب حيث الكتب الأخرى مرتبة على التوالي جرانت كومز إيست (Grant Comes East) ونيفر كول ريتريت ((Never call Retreat

## ملخص الحبكة
تدور أحداث القصة في عام 1836 عندما انتصر روبرت أي لي وجيش فرجينيا الشمالية في معركة جيتيسبيرع بدلا من الولايات المتحدة (بدلا من مهاجمة حدود الاتحاديون في الثاني من تموز عام1836 يقوم لي بحركة تحول واسعة ويجبر جيش بوتوماك على مهاجمته في موقع مناسب).
تصبح جيتسبيرغ عبارة عن حاشية سفلية في المعركة الرئيسية التي تجري في الاتحاد ميلز في ولاية ماريلاند. الهزيمة في اتحاد ميلز هي انتكاسة خطيرة للولايات المتحدة ولكنها لا تعني بأي حال نهاية الحرب أو تتحدد نهايتها ولا يزال للولايات المتحدة الكثير من القتال فيها
وفي هذا يأخذ الكتاب وجهة نظرٍ معارضة لكتاب «إحضار اليوبيل» الكلاسيكي المنشور عام 1953 قبل خمسين عاماً على الأقل ومن هذا الكتاب الذي يفترض أن الهزيمة في جيتتيسبيرغ كانت ستؤدي إلى هزيمة كاملة وانهيار كارثي للشمال.

## رموز وأعلام تاريخية

### الاتحاديون
- الرئيس ابراهام لنكولن
- وزير الحرب إدوين ستانتون
- القيادي لجنرال جورج مايدي
- الجنرال وينفيلد سكوت هانكوك
- الجنرال جون بوفورد
- الجنرال ويليام جامبل (بي أو دبليو)
- الجنرال هيرمان هاوبت
- الجنرال هنري جاكسون هانت
- الجنرال دانيال باترفيلد
- الجنرال دانيال سكليز
- الجنرال جون رينولدز
- الجنرال أدلبرت آمز
- الجنرال أوليفر أو. هاورد
- الجنرال جيوفيرنير ك. وارن
- الجنرال سترونج فينسينت
- الجنرال كارل سشوارز
- الكولونيل هايرام بيردان
- الكولونيل جوتشا شامبرلين (بي أو دبليو)

+
- الكابتن هوبيرت ديلجر.

### الكونفدراليون
- القيادي الجنرال روبرت إي. لي
- الجنرال جيمس لونجستريت
- الجنرال ريتشارد س. ايويل
- الجنرال جوبال إيرلي
- الجنرال باردلي جونسون
- الجنرال إيه. بي. هيل
- الجنرال جون بل هود
- الجنرال جي. إي بي.ستيورت
- الجنرال هنري هيث
- الجنرال جيروم بي. روبرتسون
- الجنرال جورج بيكيت
- الجنرال لويس آرميستيد
- الجنرال جورج تي. اندرسون
- الجنرال إيفاندير إم لو
- الجنرال اسحاق آر. تريمبل
- الكولونيل إدوارد بورتر ألكسندر
- الميجر والتير اتش. تايلور
- الميجر جيديدية هوتشكيس
- الميجر جون ويليام